# Akevot

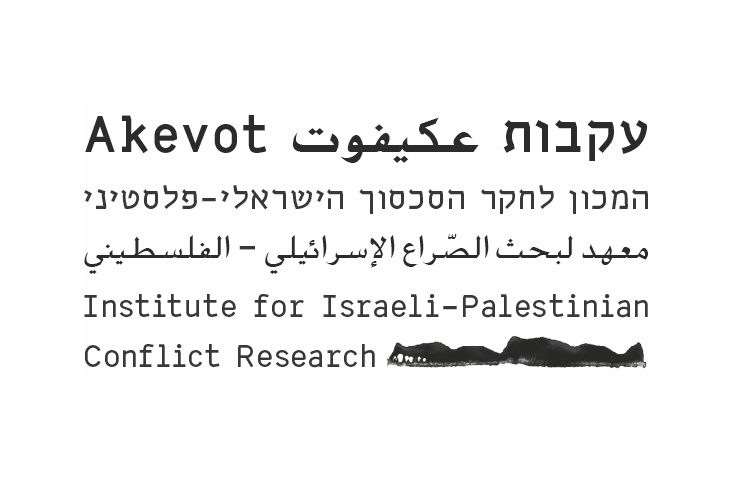
Logo van Akevot

Akevot is een Israëlische NGO, opgericht in oktober 2014, met als doel het verzamelen van historische informatie over het Israëlisch-Palestijns conflict aan de hand van documenten uit Israëlische archieven. Akevot streeft ernaar, zoveel mogelijk gecensureerde documenten in archieven openbaar te maken. Een groot aantal documenten wordt aan het publiek beschikbaar gesteld via een eigen digitaal archief.

## Doel en activiteiten
Akevot verzamelt historische informatie over het Israëlisch-Palestijns conflict aan de hand van documenten uit de Israëlische archieven. Zij werd opgericht om aan de hand van archieven feiten te verzamelen in de context van het Israëlisch-Palestijns conflict
en het werk van verdedigers van mensenrechten en maatschappelijke organisaties te ondersteunen.
Tot de doelstellingen behoort het streven naar een betere toegankelijkheid van gecensureerde documenten in Israëlische archieven, door een beroep te doen op het recht op vrijheid van informatie. Akevot spoort documenten op, dient verzoeken in voor declassificering van documenten, digitaliseert deze en publiceert ze ook zelf. De weggelakte tekst in het logo verwijst naar de nog niet gedeclassificeerde informatie in archieven.

## Tegenwerking door de Israëlische regering
In oktober 2018 trachtte premier Benjamin Netanyahu via de Zwitserse minister van Buitenlandse Zaken de financiering van Akevot te doen stoppen. Dit werd voorafgegaan door een maandenlange smeercampagne van de, volgens Akevot extreem-rechtse, organisatie Ad Kan.

## Onthulde documenten

### Undercover-operatie in Amnesty
In maart 2017 publiceerde Akevot documenten die onthulden dat het Israëlische Ministerie van Buitenlandse Zaken in de 1960er en 70er jaren in mensenrechten-organisaties infiltreerde, om hun activiteiten te beïnvloeden. Volgens de organisatie was dit bedoeld hun werk te ondermijnen en om kritiek op Israël's optreden betreffende de mensenrechten in de bezette Palestijnse gebieden te onderdrukken. Het belangrijkste doelwit was Amnesty International. Andere organisaties waren de Israel Association for Human Rights, die lid was van de International Federation for Human Rights (FIDH), en de Israeli League for Human Rights, waarin het Ministerie een machtsgreep wilde uitvoeren.
De undercover-operaties binnen Amnesty waren gericht op het verzamelen van informatie over aanstaande activiteiten en het afleiden van uitlatingen over martelingen, administratieve detenties en het slopen van huizen in de Bezette gebieden. Het Ministerie betaalde de lidmaatschapskosten, om stemrecht te verkrijgen binnen Amnesty.
Een poging van het Ministerie om een eigen academisch mensenrechten-instituut onder leiding van Prof. Yoram Dinstein op te richten mislukte door gebrek aan financiering. In 1974 kreeg Dinstein een bestuursfunctie binnen de Israëlische tak van Amnesty en betaalde Buitenlandse Zaken de activiteiten van Amnesty Israel. Dinstein nam onder andere contact op met drie Nederlandse Amnesty-groepen, die onderzoek deden naar de behandeling van Palestijnse gevangenen in Israël. Amnesty International ontkende dat er invloed op het beleid was geweest, maar de Israëlische afdeling erkende dat de onthulde documenten aantonen dat individuen de principes van Amnesty ernstig hadden geschonden.
De krant Haaretz schreef een uitgebreid artikel over de onthullingen. Bella Ravdin was destijds de enige vertegenwoordiger van Amnesty Israel. Betaald door Buitenlandse Zaken, schreef zij brieven aan kranten en kreeg instructies, om de kwestie van joden in arabische landen onder de aandacht te brengen en hoe te reageren op kritiek op Israël's behandeling van Palestijnse gevangenen.

### Verwijdering Groene Lijn van kaarten
Voorheen geheime documenten onthullen, dat minister Yigal Allon in oktober 1967 voorstelde, om niet langer op officiële landkaarten en in schoolboeken de Groene Lijn weer te geven, maar alleen nog de buitengrenzen van de in 1967 veroverde gebieden. Hij verklaarde dat met de bezetting, de bestandslijnen van 1949 niet langer van toepassing waren en dat dit op de kaarten tot uitdrukking moest worden gebracht. Minister Abba Eban vond dat er geen onderscheid meer moest worden gemaakt tussen het geannexeerde Jeruzalem en de rest van de West Bank. Minister Moshe Dayan wilde zowel de bestandslijnen van 1949 als van 1967 weergeven.
Op 18 oktober besliste het kabinet in principe, om de grenzen van het Brits Mandaat en die van de bestandslijnen niet langer op kaarten weer te geven. Allon gaf vervolgens het karteringsministerie opdracht om voortaan op kaarten voor algemeen gebruik niet meer de oude grenzen te laten drukken, maar die van het gebied dat onder controle was van het leger, zoals aangegeven door de IDF. West- en Oost-Jeruzalem moesten als één verenigde stad worden weergegeven.
Het besluit werd definitief bevestigd op 12 november, maar de uitvoering werd – op verzoek van minister Eban – uitgesteld tot na het einde van het zittingsjaar van de Algemene Vergadering van de VN. De documenten over de besluiten werden tot top secret verklaard. Akevot publiceerde in 2016 de meeste documenten, maar de verslagen van de kabinetsbesluiten werden nog tot 2018 geheim gehouden. Tot aan de Eerste Intifada vanaf 1987 konden Israëli's en Palestijnen de Groene Lijn vrij passeren, zodat de virtuele Groene Lijn voor hen geen praktische gevolgen had.
Voorafgaand aan de besluiten, had de ambtelijke top die verantwoordelijk was voor de Aliya (immigratie) haar minister op 10 september 1967 gevraagd, of de grenzen van Israël wel of niet tot aan de bezette gebieden moesten lopen. Dit in verband met het toepassen van de "Entry into Israel Law", een wet die visums en permissies voor de vestiging van burgers in Israël regelde. De minister van Binnenlandse Zaken liet weten, dat Defensie-minister Moshe Dayan de grens tussen Israël en de bezette gebieden het liefst wilde verdoezelen. Pas in 1989 kwam de beslissing om de Groene Lijn te censureren naar buiten, toen studenten en leraren protesteerden tegen deze censurerering. Een toenmalige minister verklaarde dat zij nooit eerder had gehoord van de kabinetsbeslissing in 1967.
Een koffie-keten in Israël adverteerde in 2014 met een kaart met de Bezette gebieden als onderdeel van Israël. Bij de meeste kaarten is dat nog altijd het geval, vaak zelfs met insluiting van Gaza als deel van Israël.
Niet alleen Israël, maar ook de Joodse organisaties en scholen in de diaspora hanteren kaarten zonder de Groene Lijn aan te geven. In 2014 stuurden Brits-Joodse pro-Israël pro-vredes-groepen een petitie aan alle Joodse en zionistische organisaties, met het verzoek om voortaan weer de Groene Lijn op de kaarten weer te geven, om vooral de jongere generatie niet langer te misleiden door hen te laten geloven dat de grens niet zou bestaan. Traditionele zionistische organisaties als de Britse Zionist Federation en het Joods Nationaal Fonds weigerden de petitie te ondertekenen. Ook bij Palestijnse schoolboeken speelt dit probleem. In 2013 was nog in bijna alle boeken de Groene Lijn niet of niet correct weergegeven.
Anno 2016 stonden op de schoolkaarten noch de Groene Lijn, noch de Area's A en B in de Bezette gebieden volgens de Oslo-akkoorden. Ook alle Palestijnse gemeenschappen binnen Israël ontbreken, behalve Nazaret and Umm al-Fahm.
Toen in 2017 iemand inzage wilde in gedetailleerde kaarten met de Groene Lijn zoals die vóór de Zesdaagse Oorlog liep, om te zien aan welke kant hij woonde, bleken deze nog altijd te zijn gecensureerd. Als redenen werden veiligheid en gevaar voor ondermijning van de internationale relaties genoemd.

### Toepassing Vierde Geneefse Conventie
Een voorheen top-secret document van 10 maart 1968 onthult een juridisch advies de regeringsadviseur Theodor Meron over de toepasselijkheid van de Vierde Geneefse Conventie op de Bezette Palestijnse gebieden. Daarom zou het opblazen van Palestijnse huizen als strafmaatregel en het deporteren van Palestijnen illegaal zijn. De VN Human Rights Council had die dag Israël verzocht met zulke praktijken te stoppen. De VS waren eveneens van mening dat de Conventie van toepassing is.
Het officiële Israëlische standpunt is altijd geweest, dat deze Conventie daar niet van toepassing is en Israël zich er daarom niet aan hoeft te houden. Meron adviseerde aan de regering, dat de Conventie wel van toepassing was. Meron's advies werd in een archief weggestopt en vergeten, totdat Akevot er in 2015 een kopie van vond. Het document werd gebruikt voor een beroep bij het Hoger Gerechtshof tegen de praktijk van het vernietigen van huizen, dat nog altijd plaatsvindt. De rechter wees het beroep echter van de hand.

## Exteren link
- (en)  Officiële website